# Arianops plectrops
Arianops plectrops är en skalbaggsart som beskrevs av Thomas Casey 1897. Arianops plectrops ingår i släktet Arianops och familjen kortvingar. Inga underarter finns listade i Catalogue of Life.